# Torre del Mojón o de la Contienda
La Torre del Mojón o Torre de la Contienda és un bé d'interès cultural format per les restes d'una torre de guaita o de defensa situada a la frontera entre Castella i Aragó.
Es troba a la partida de El Mojón, al municipi de Setaigües, comarca de la Foia de Bunyol, (Província de València). Té la condició de bé d'interès cultural amb número 46.18.229-002 per declaració genèrica.